# Doux Pays
Pour l’article homonyme, voir Doux Pays (film).
Doux Pays est un tableau réalisé par le peintre français Pierre Puvis de Chavannes en 1882. Cette huile sur toile est une idylle qui représente quatre jeunes femmes et trois enfants plus ou moins nus jouissant de leur temps sur un promontoire en surplomb de la mer, où l'on remarque plusieurs voiliers. Présentée au Salon de 1882, l'œuvre est échangée contre un portrait de l'artiste également exposé à ce Salon, et exécuté par Léon Bonnat. Elle orne ensuite l'escalier de l'hôtel particulier de ce confrère rue de Bassano, à Paris. Elle est aujourd'hui conservée au musée Bonnat-Helleu de Bayonne, dans les Pyrénées-Atlantiques.

## Galerie

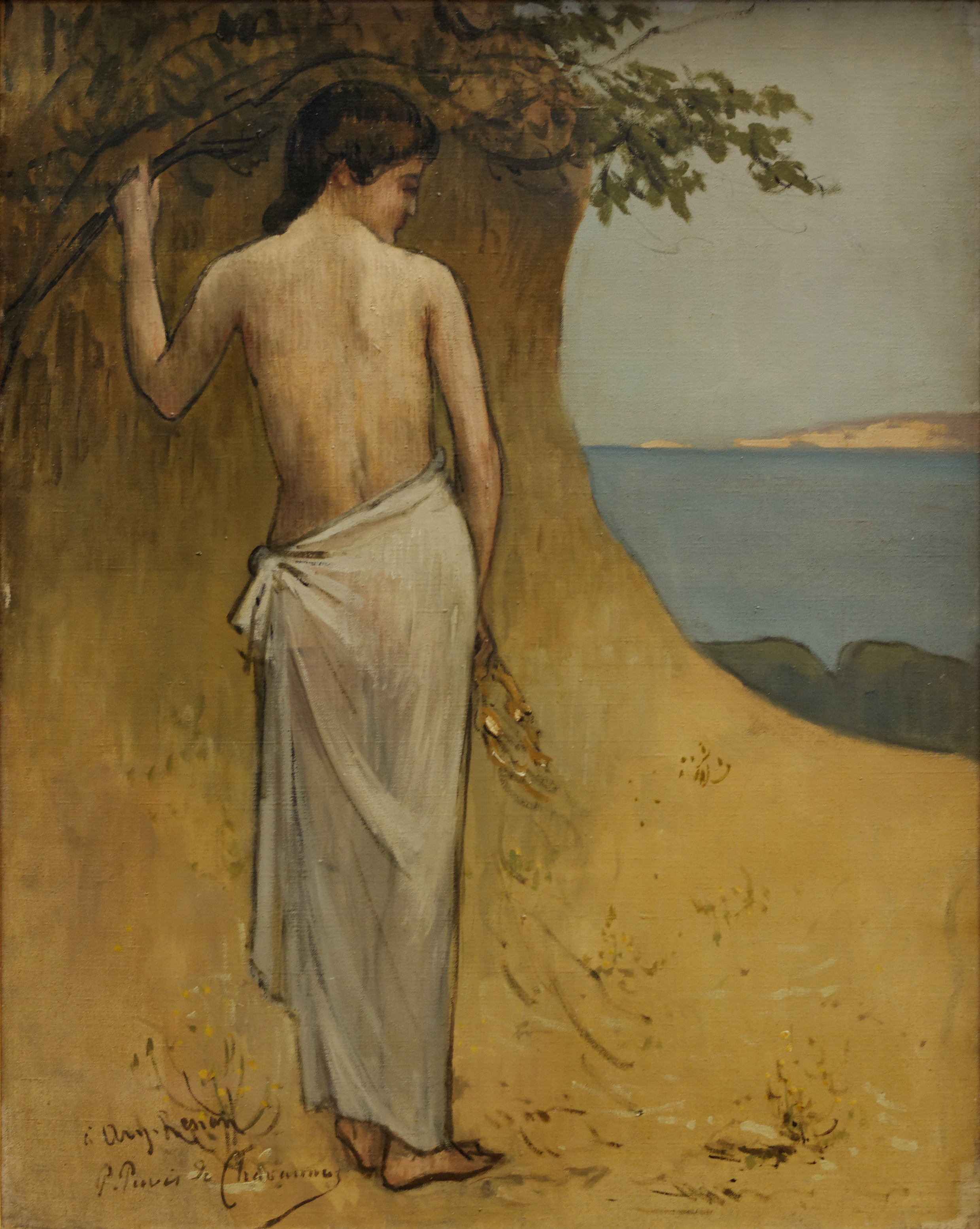
Étude de figure Allemagne Neue Pinakothek, Munich
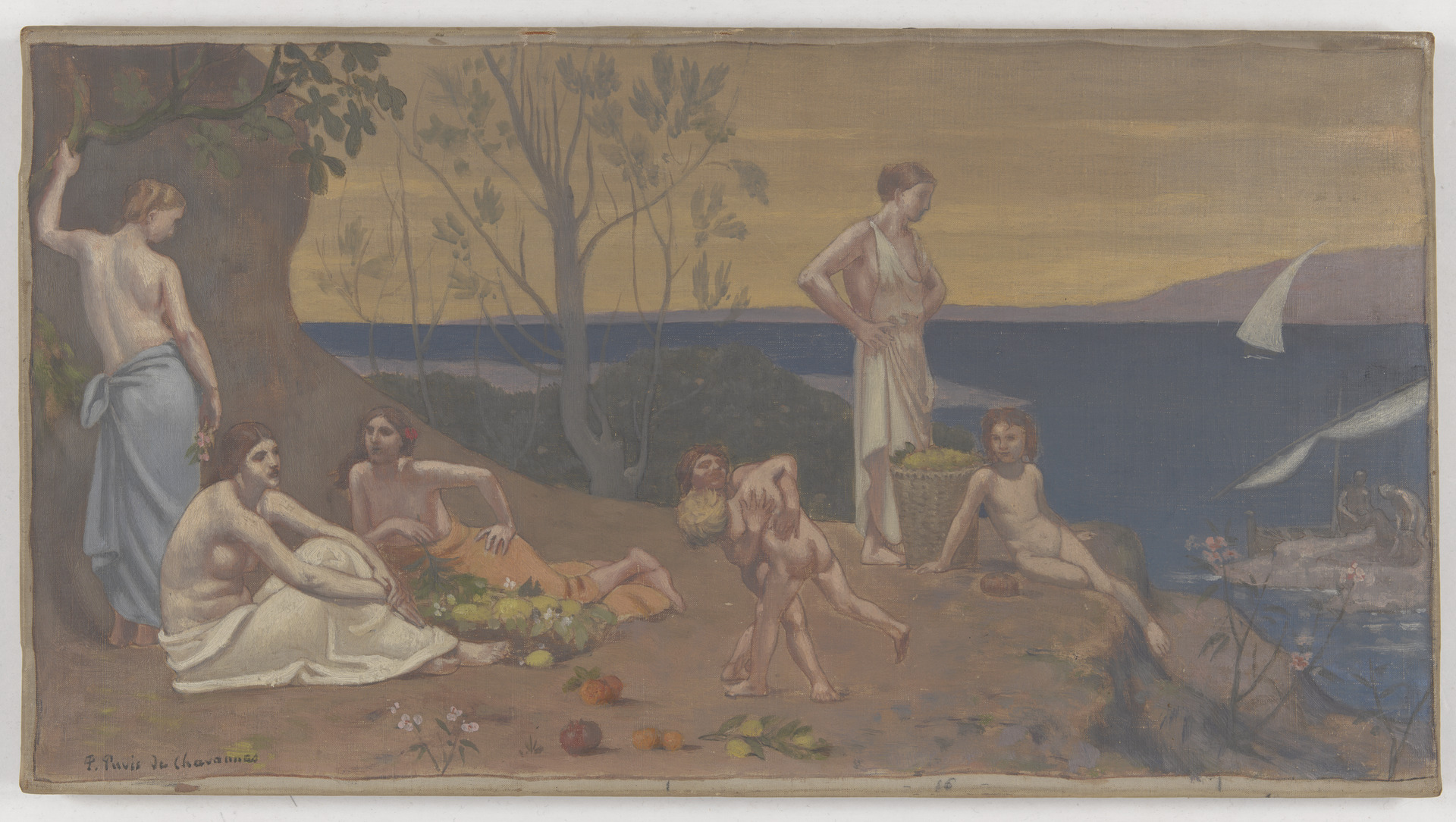
Esquisse peinte États-Unis Yale University Art Gallery, New Haven